# Julius Evola
Julius Evola, właściwie Giulio Cesare Andrea baron Evola (ur. 19 maja 1898 w Rzymie, zm. 11 czerwca 1974 tamże) – włoski filozof, badacz cywilizacji i duchowości, myśliciel metapolityczny, poeta i malarz; współtwórca tradycjonalizmu integralnego i patron ideowy radykalnej prawicy, weteran I wojny światowej.

## Biografia

### Wczesne lata
Pochodził z katolickiej rodziny. Podczas I wojny światowej, w wieku dziewiętnastu lat Evola wstąpił do włoskiego wojska jako porucznik artylerii górskiej i walczył przeciwko Austro-Węgrom w okopach Carso. Po wojnie studiował na Wydziale Inżynierii Uniwersytetu Rzymskiego, zrezygnował jednak z dyplomu „przez wzgardę dla tytułów akademickich”. Niedługo później stał się jednym z liderów awangardy artystycznej, sam uprawiał malarstwo, w dwu estetycznych fazach: "sensoryjnego idealizmu" (1915-18) i "abstrakcjonizmu mistycznego" (1918-21). Następnie zainteresował się dadaizmem, uprawiając zarówno dadaistyczne malarstwo (około 30 obrazów) oraz poezję (napisany po francusku poemat La parole obscure du paysage intérieur, Zurigo 1921, Milano 1981; Canzoni, Roma 1971); w 1920 redagował dadaistyczne pismo "Noi".
W 1921 zerwał z dadaizmem, i zaprzestał działalności artystycznej całkowicie poświęcając się filozofii oraz religii.

### 1922-1945
W czasach rządów Benita Mussoliniego pierwotnie cenzurowany za reprezentowanie poglądów rasowych i ekstremizm polityczny (m.in. za krytykę traktatów laterańskich zawartą w książce Imperialismo pagano. Il Fascismo di fronte al pericolo eurocristiano, Todi-Rzym 1928), przywrócony do łask po wprowadzeniu przez Włochy ustawodawstwa rasowego w 1938 roku. Podczas II Wojny Światowej utrzymywał liczne kontakty z Heinrichem Himmlerem i innymi SS-manami, dla których prowadził specjalne kursy na tematy rasowe, będąc preferowanym względem oficjalnego ideologa narodowego socjalizmu Alfreda Rosenberga, z którym Evola często polemizował.
Po obaleniu Mussoliniego przyjęty został przez Adolfa Hitlera i znalazł się w gronie osób witających (uwolnionego przez płk. Ottona Skorzennego) Duce w kwaterze głównej w Kętrzynie; pod koniec wojny, w Wiedniu (według części źródeł w Pradze), został zraniony odłamkiem bomby z samolotu, i w następstwie obrażeń rdzenia kręgowego, doznał niedowładu nóg; podjęta w klinice wojskowej w Bolonii (gdzie przebywał 2 lata) operacja okazała się nieudana i Evola całą resztę życia spędził na wózku inwalidzkim.

### Lata powojenne
W 1950 powrócił do rodzinnego Rzymu. Nie miał zamiaru porzucać swojej filozoficznej działalności. Współpracował między innymi z pismem „Imperium” wydawanym przez grupę Fasci di Azione Rivoluzionaria (Pino Rauti, R. Graziani). Ze względu na jego działalność postawiono mu zarzuty wrogości wobec demokracji, za co spędził 6 miesięcy w areszcie. Sam w tym czasie porównywał się do Sokratesa, skazanego na śmierć za to samo „przewinienie”. Sam Evola został jednak uniewinniony. Do śmierci w 1974 spowodowanej niewydolnością serca, Włoch napisał jeszcze kilka książek, a także udzielił kilku wywiadów (między innymi na kilka miesięcy przed śmiercią wywiad o inicjacji we współczesnym świecie).
Zgodnie z jego ostatnią wolą, ciało Juliusa Evoli zostało skremowane, a jego prochy rozrzucone na masywie górskim Monte Rosa, na który ten często się wspinał gdy jeszcze mógł chodzić. Uzasadnieniem dla takich działań miała być wola, by po śmierci obcować "sam na sam ze Słońcem".

## Poglądy

### Tradycjonalizm integralny
Włoch kształtował swoje poglądy w oparciu między innymi o twórczość René Guénona. Tak samo jak Guénon, Evola współtworzył integralny tradycjonalizm, jednak w o wiele radykalniejszej formie. Evola postulował powrót ludzkości do stanu mitu, jaki panował pierwotnie, a zniszczony został przez Sokratesa i jego uczniów wskutek powstania paradygmatu racjonalistycznego. Włoski myśliciel uznając racjonalizm za źródło upadku tradycji zrównuje ze sobą wszystkie nurty się na rozum powołujące, a wedle innych interpretacji historiozoficznych - radykalnie różnych względem siebie, np. platonizm, chrześcijaństwo, liberalizm, demokrację, faszyzm (w wydaniu Benito Mussoliniego; Evola sam siebie określał mianem "superfaszysty") i bolszewizm.
Evola wyodrębnia trzy kategorie w ramach których dokonuje podziałów np. ludów czy kultów religijnych - solarność (w odwołaniu do Słońca, z którym Evola utożsamia wojowniczość, rycerskość, witalność i inne cechy w większości pozytywne), chtoniczność (w odwołaniu do ziemi i śmierci - za ludy chtoniczne, niższe od solarnych, Evola uważa wszystkie ludy semickie na czele z Żydami) i lunarność (w odwołaniu do Księżyca; lunarność Evola utożsamia z kobiecością).

### Rasizm
W połowie lat 30 zainteresował się tematyką rasową, ujmując jednak tę problematykę zupełnie odmiennie od materialistycznego rasizmu nazistów, co przyznaje historyk pochodzenia żydowskiego Renzo De Felice, podkreślający, iż Evola odrzucał

wszelką teoretyzację rasizmu za pomocą klucza wyłącznie biologicznego

Tematyce rasy, w potrójnym ujęciu: jako kategorii fizycznej, psychicznej i duchowej, poświęcił E. książki: Tre aspetti del problema ebraico (Roma 1936, Padova 1978), Il mito del sangue (Milano 1937, Padova 1978),Indirizzi per una educazione razziale (Napoli 1941, Padova 1979), Sintesi di dottrina della razza (Milano 1941, Padova 1978; przekł. pol. /fragment/: Duch arystokratyczny a rasizm, "Fronda" 1994 nr 2/3); zainteresowania ascetycznymi szkołami orientalnymi kontynuował pracą o buddyjskiej "doktrynie Przebudzenia": La dottrina del Risveglio (Bari 1941, Milano 1973).
Rasizm postulowany przez Evolę posiadał znamiona elitaryzmu i arystokratyczności, co wpędziło barona w konflikt ideowy z niemieckim myślicielem Alfredem Rosenbergiem, dla którego rasizm miał wymiar bardziej kolektywny i zbiorowy. Oprócz tego myślicieli poróżnił stosunek do Imperium Rzymskiego i jego spuścizny w postaci Świętego Cesarstwa Rzymskiego, jakie Evola (w dużym stopniu - za ostatniego europejskiego polityka wiernego tradycji pierwotnej uważał Fryderyka II Hohenstaufa) aprobował, natomiast Rosenberg wychwalał w swoich pismach walczących z Rzymem Germanów, a potem Sasów pod wodzą Widukinda.

### System kastowy
Julius Evola był zwolennikiem systemu kastowego, w którym upatrywał resztek prastarych procesów inicjacji, a zwłaszcza pogardy dla działań jednostki w miejsce struktur rodowych (w jednej kaście się dany człowiek rodzi, w tej samej umiera - nie istnieją możliwości przejścia z jednej do drugiej lub mieszania się kast).

### Nietzscheanizm
Jego głównymi inspiracjami filozoficznymi były twórczość Fryderyka Nietzschego, Carlo Michelstaedtera i Otto Weiningera. Jako jeden z nielicznych interpretatorów Nietzschego przyjął jego koncepcję wiecznego powrotu.

### Ezoteryka
Evola nawiązał również kontakt z kręgami ezoterycznymi – m.in. z masonem rytu szkockiego i przywódcą włoskiego neopitagoreizmu Arturo Reghinim; współpracował z pismami Ignis, Atanór, Bilychnis, Ur i Krur, wokół których około 1926 powstała Grupa UR „dążąca do nadania wysokiej wartości kulturze hermetycznej i ezoterycznej”. Grupa Ur była zwieńczeniem drogi, którą zapoczątkował badaniem doktryn orientalnych, a zwłaszcza tantr starożytnych Indii.

### Antyfeminizm
Evola utożsamiał kobiety z kultami chtonicznymi (zw. z ziemią) i lunarnymi (zw. z księżycem), a więc niższymi wobec kultów solarnych właściwych dla najwyższych kast (wojowników i kapłanów), a właściwszymi dla kast niższych (plebsu, niewolników, pariasów itp.).

## Literatura w języku polskim
- Zbigniew Mikołejko, Mity tradycjonalizmu integralnego. Julius Evola i kultura religijno-filozoficzna prawicy, Wyd. IFIS PAN, Warszawa 1998
- Eduard Gugenberger, Czarni Cudotwórcy, Wyd. Bellona, Warszawa 2004
- Paweł Taufer, „Tradycja pierwotna” a Tradycja katolicka, Wyd. Te Deum, Warszawa 2012

## Wybrane dzieła Juliusa Evoli
- Arte astratta, Rzym 1920
- La parole obscure du paysage intérieur, Zurych 1920
- Saggi sull’idealismo magico, Todi-Rzym 1925
- L’uomo come potenza, Todi-Rzym 1926
- L’individuo e il divenire del mondo, Rzym 1926
- Teoria dell’Individuo Assoluto, Turyn 1927
- Imperialismo pagano. Il Fascismo di fronte al pericolo eurocristiano, Todi-Rzym 1928
- Fenomenologia dell’Individuo Assoluto, Turyn 1930
- La tradizione ermetica, Bari 1930
- Maschera e volto dello spiritualismo contemporaneo, Turyn 1932
- Rivolta contro il mondo moderno, 1934
- Tre aspetti del problema ebraico, Rzym 1936
- Il mistero del Graal e la tradizione ghibellina dell’Impero, Bari 1937
- Il mito del sangue, Mediolan 1937
- Sintesi di dottrina della razza, Mediolan 1941
- Indirizzi per una educazione raziale, Neapol 1941
- La dottrina del Risveglio, Bari 1941
- Orientamenti, Rzym 1950
- Gli uomini e le rovine, Rzym 1953
- Metafisica del sesso, Rzym 1958
- L’operaio nel pensiero di Ernst Jünger, Rzym 1960
- Cavalcare la tigre, 1961
- Il cammino del Cinabro, 1963
- Il Fascismo. Saggio di una analisi critica dal punto di vista della Destra, con Note sul III Reich, Rzym 1964
- L’Arco e la Clava, 1968
- Raâga Blanda, Mediolan 1969
- Ricognizioni. Uomini e problemi, Rzym 1974

### Przekłady na polski
- Julius Evola: Na antypodach modernizmu. Pisma wybrane. Redakcja: Marek Rostkowski. Biała Podlaska: wydawnictwo ARTE, 2014. ISBN 978-83-6067-313-3. Brak numerów stron w książce